# مسعود چلبی
مسعود چلبی (متولد ۱۳۳۱ در یزد) جامعه‌شناس و استاد گروه جامعه‌شناسی دانشگاه شهید بهشتی است. از جمله مهم‌ترین آثار او می‌توان به کتاب «جامعه‌شناسی نظم» ، «تحلیل اجتماعی در فضای کنش» و "تحلیل نظری و تطبیقی در جامعه شناسی "اشاره کرد.

## زندگی
مسعود چلبی به سال ۱۳۳۱ در شهر یزد زاده شد. او دوره کارشناسی و کارشناسی ارشد را در دانشگاه تهران گذراند و در سال ۱۳۶۳ در مقطع دکتری جامعه‌شناسی از دانشگاه میشیگان غربی آمریکا دانش‌آموخته شد.

## سوابق تدریس
- دوره کارشناسی: آمار در علوم اجتماعی، جامعه‌شناسی آموزش و پرورش، مبانی جامعه‌شناسی، جامعه‌شناسی توسعه، روش تحقیق نظری و روش تحقیق عملی
- دوره کارشناسی ارشد: آمار پیشرفته، روش تحقیق کمی، روش تحقیق کیفی، نظریه‌های جامعه‌شناسی کلاسیک، نظریه‌های جامعه‌شناسی معاصر
- دوره دکتری: نظریه‌های روش‌شناختی، مسائل اختصاصی روش تحقیق، روش تحقیق کمی، جامعه‌شناسی نظم، جامعه‌شناسی نظری، روش تطبیقی کیفی فازی

## جوایز علمی
- ۱۳۷۵ / جایزه پژوهش سال در رشته مطالعات اجتماعی، وزارت فرهنگ و ارشاد اسلامی[نیازمند منبع]
- ۱۳۷۹ / جایزه پژوهشگر سال در علوم اجتماعی، جامعه اسلامی پژوهشگران ایران[نیازمند منبع]
- ۱۳۸۳ / جایزه استاد راهنمای برگزیده در گروه علوم اجتماعی، وزارت علوم، تحقیقات و فناوری[نیازمند منبع]
- ۱۳۹۴ / جایزه سی و سومین دوره کتاب سال در حوزهٔ جامعه‌شناسی برای تألیف کتاب «تحلیل نظری و تطبیقی در جامعه‌شناسی»[۳][۴]

## عضویت در مراکز علمی و پژوهشی
۱۳۸۱ تاکنون / مجله جامعه‌شناسی ایران
۱۳۸۲ تاکنون / فصلنامه پژوهش و برنامه‌ریزی در آموزش عالی
۱۳۸۲ تاکنون / پژوهشنامه دانشکده ادبیات و علوم انسانی (علمی ـ پژوهشی)
۱۳۸۲ تاکنون / مجله روستا و توسعه
۱۳۸۶ / عضو قطب علمی جامعه‌شناسی در زمینه نظم و نابرابری اجتماعی
۱۳۸۸ / سردبیر مجله تحلیل اجتماعی نظم و نابرابری